# Det grymma havet
Det grymma havet (engelska: The Cruel Sea) är en brittisk krigsfilm från 1953 i regi av Charles Frend.
Filmen skildrar slaget om Atlanten under andra världskriget.
1999 placerade British Film Institute filmen på 75:e plats på sin lista över de 100 bästa brittiska filmerna genom tiderna.

## Rollista i urval
- Jack Hawkins - Lieutenant Commander George Ericson
- Donald Sinden - Sub-Lieutenant Keith Lockhart
- Denholm Elliott - Sub-Lieutenant John Morell
- Stanley Baker - Lieutenant James Bennett
- Liam Redmond - Chief Jim Watts
- Virginia McKenna - Second Officer Julie Hallam
- Moira Lister - Elaine Morell
- Alec McCowen - Seaman Tonbridge
- Andrew Cruickshank - Scott Brown